# Горз
Горз (фр. Gorze) — коммуна на северо-востоке Франции, регион Гранд-Эст (бывший Эльзас — Шампань — Арденны — Лотарингия), департамент Мозель. Входит в кантон Арс-сюр-Мозель.

## Географическое положение

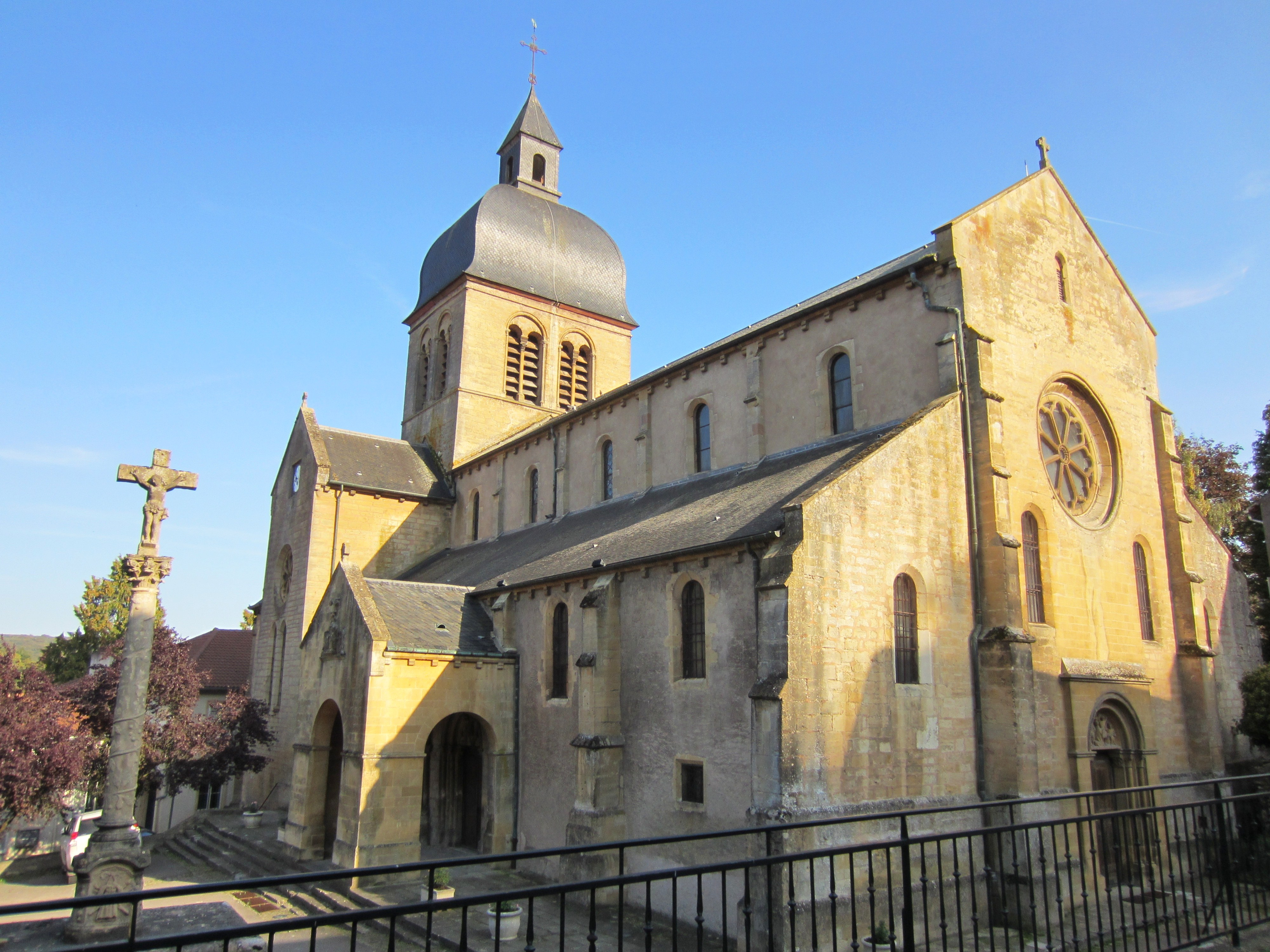
Церковь Сент-Этьен в Горз.

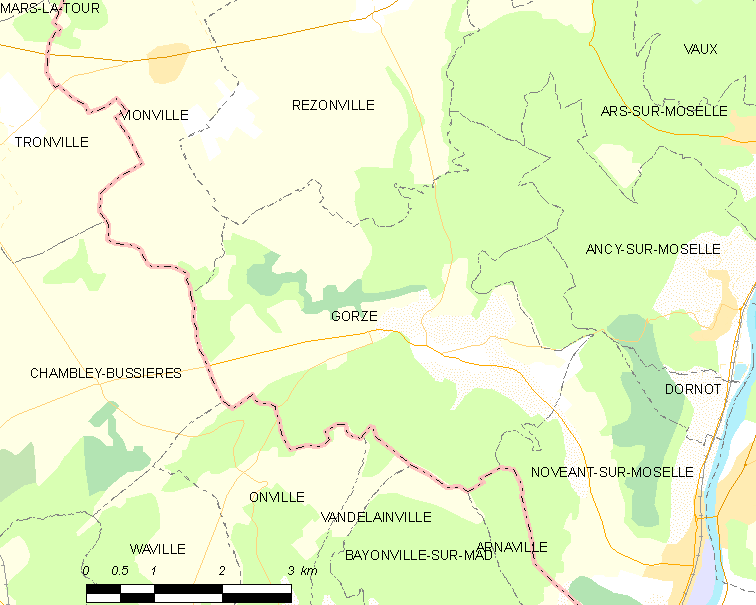
Горз на карте Франции.

Горз расположен в 270 км к востоку от Парижа и в 15 км к юго-западу от Меца. Окружён лесами Регионального природного парка Лотарингии, богат источниками.. Через коммуну протекает небольшая речка Горзиа, впадающая в нескольких километрах от Горза в Мозель.

## История
В I веке вода из источников Горза перебрасывалась римлянами через акведук в Мец. Протяжённость акведука составляла 22 км. В окрестностях до сих пор сохранилось несколько пролётов акведука. 
- В 749 году епископ Меца Хродеганг основал аббатство Горза, которое стало главным местом литургического пения, называвшегося мессенским пением, позже григорианским.
- Аббатство было реформировано в 934 году.
- В XII—XIII веках была построена церковь Сент-Этьан, старейшая сохранившаяся в Лотарингии церковь в готическом стиле.
- В XVI веке аббатство было разрушено и секуляризовано.
- В 1661 году земли Горза, в которые входило более 20 деревень по Венсенскому договору вошли во Францию.
- В 1790—1871 годах Горз был центром кантона.

## Демография
По переписи 2011 года в коммуне проживало 1 213 человек.

## Достопримечательности
- Акведук в Жуи-оз-Арш.
- Дом истории земель Горз (музей).
- Природная пещера близ аббатства Буа-ле-Претр.
- Здание бывшей мэрии, XIX век, ныне центр ассоциаций Горза.
- Церковь Сент-Этьен, XI век.
- Бывшее аббатство Горз, разрушено в 16 веке.
- Дворец аббата, 17 век (1696—1699).
- Часовня Сен-Клеман (1603).

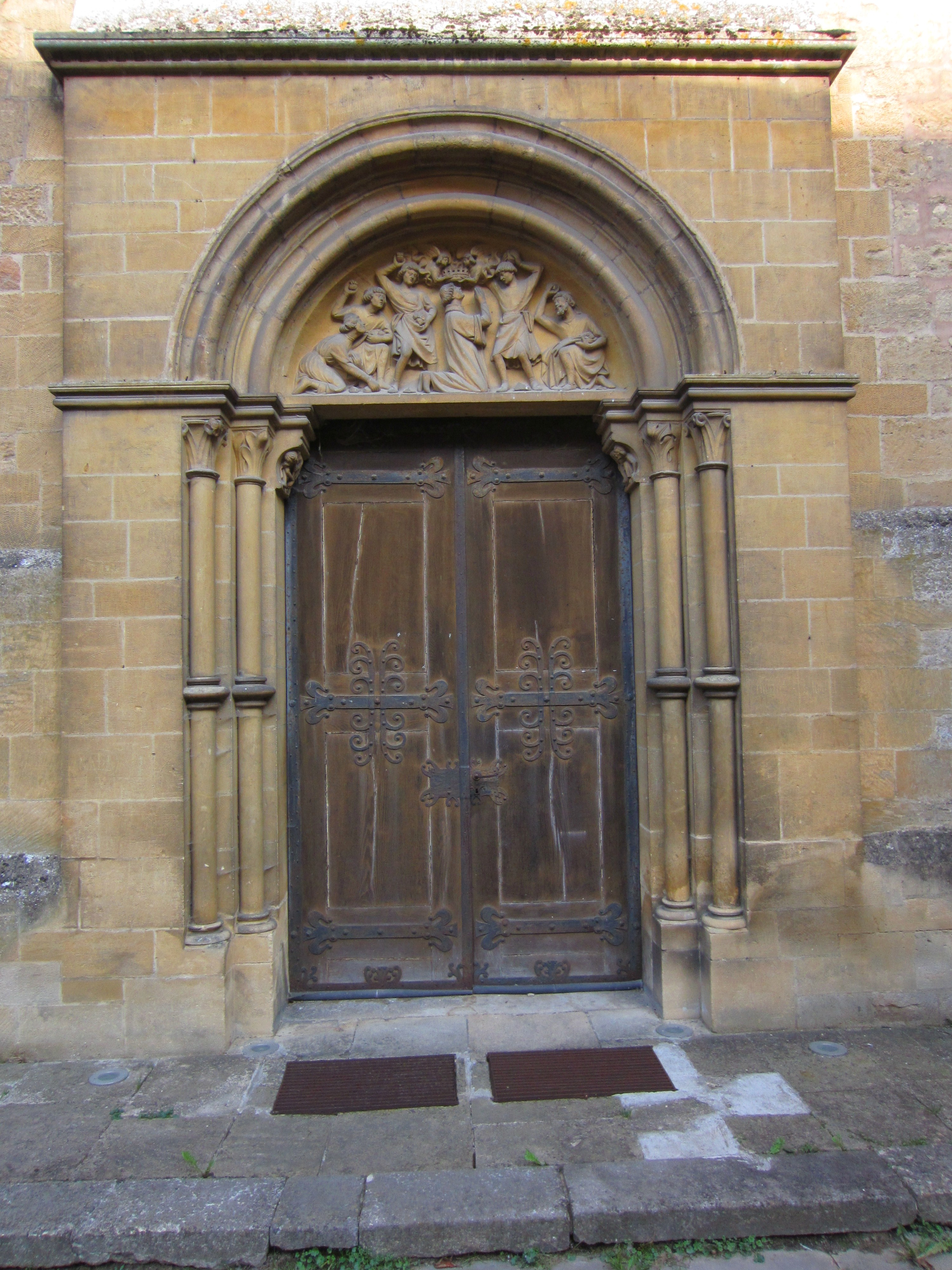
Церковь Сент-Этьен, XI век.
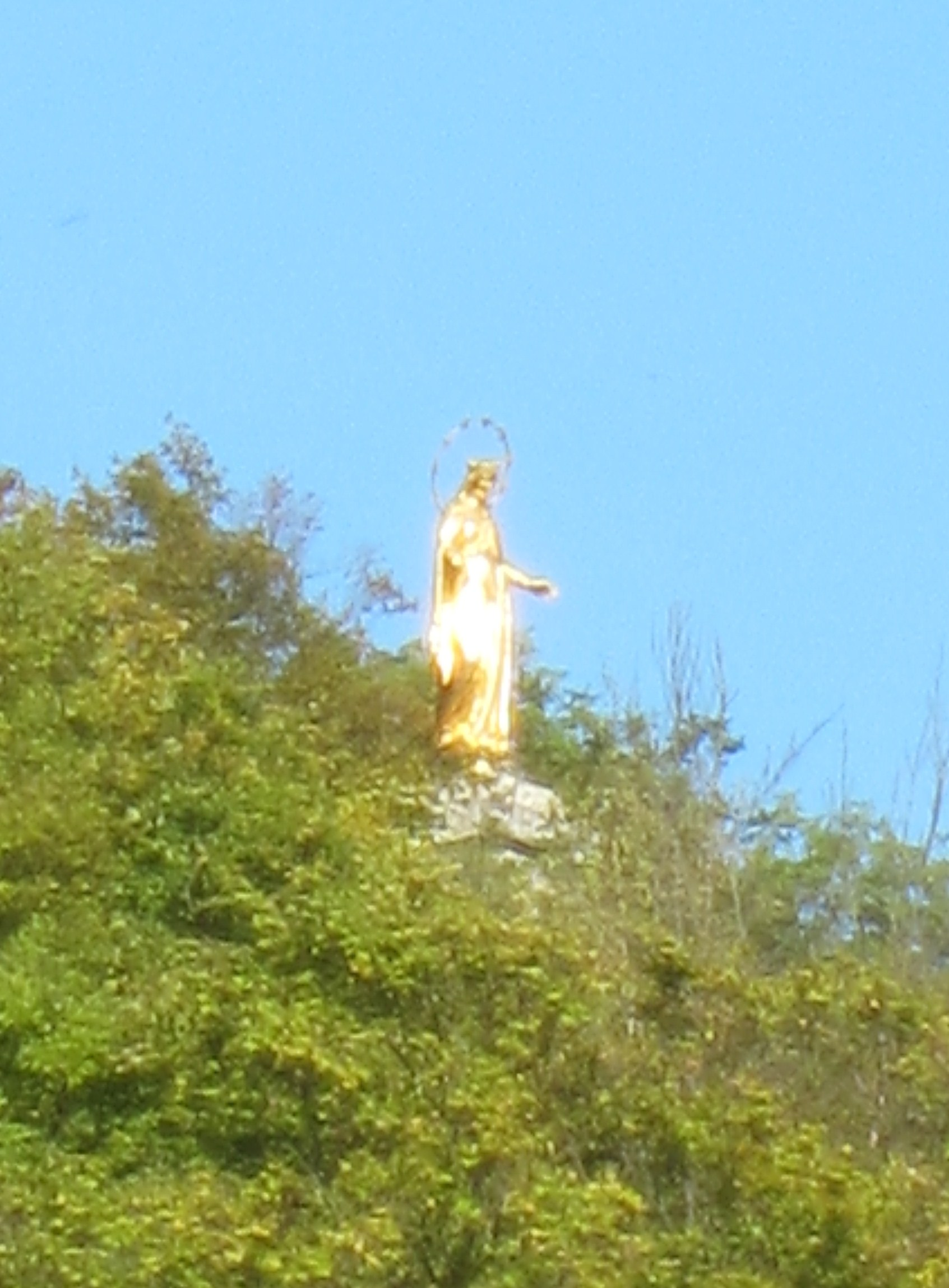
Статуя Богородицы.
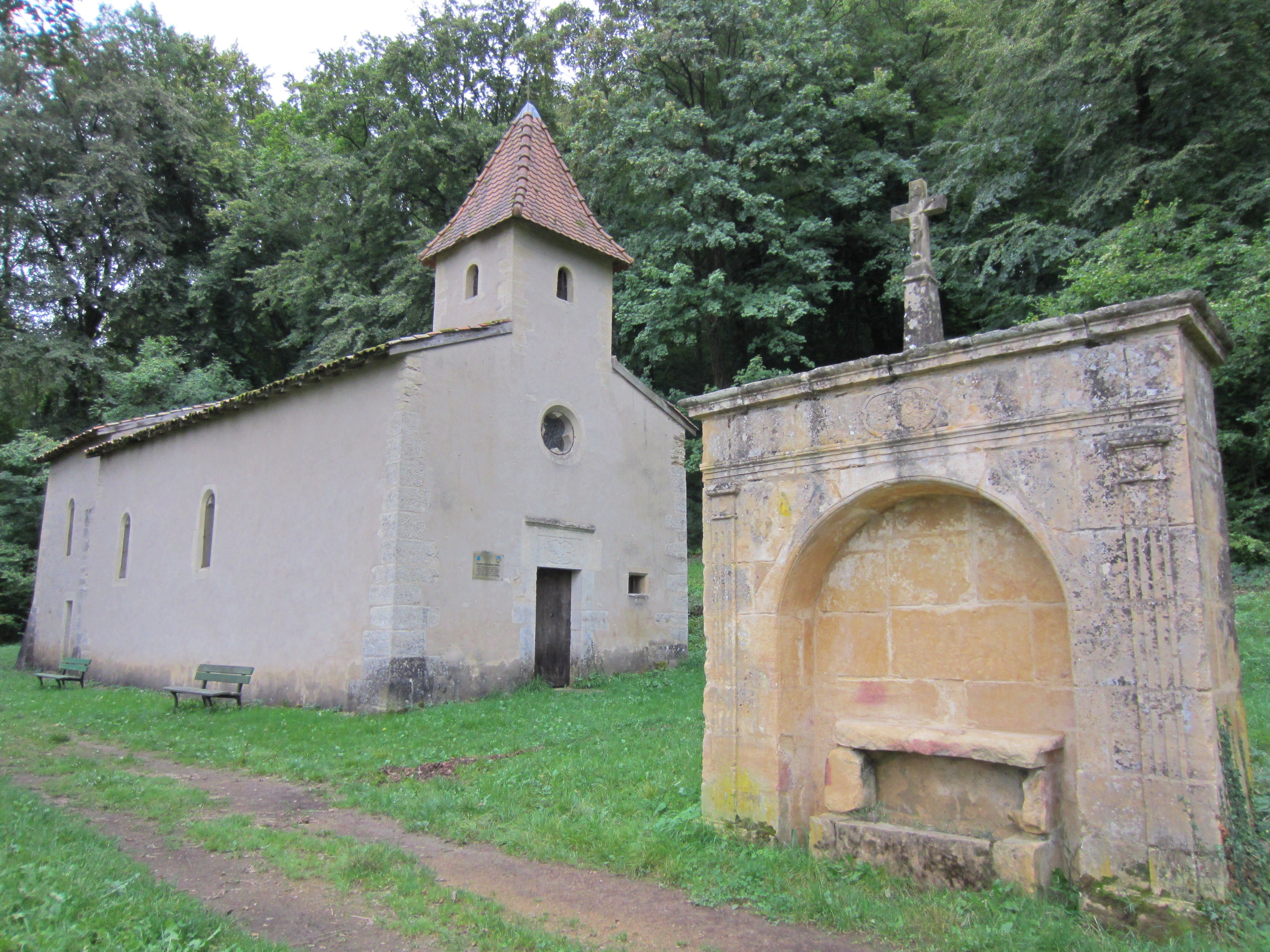
Часовня Сен-Клеман.
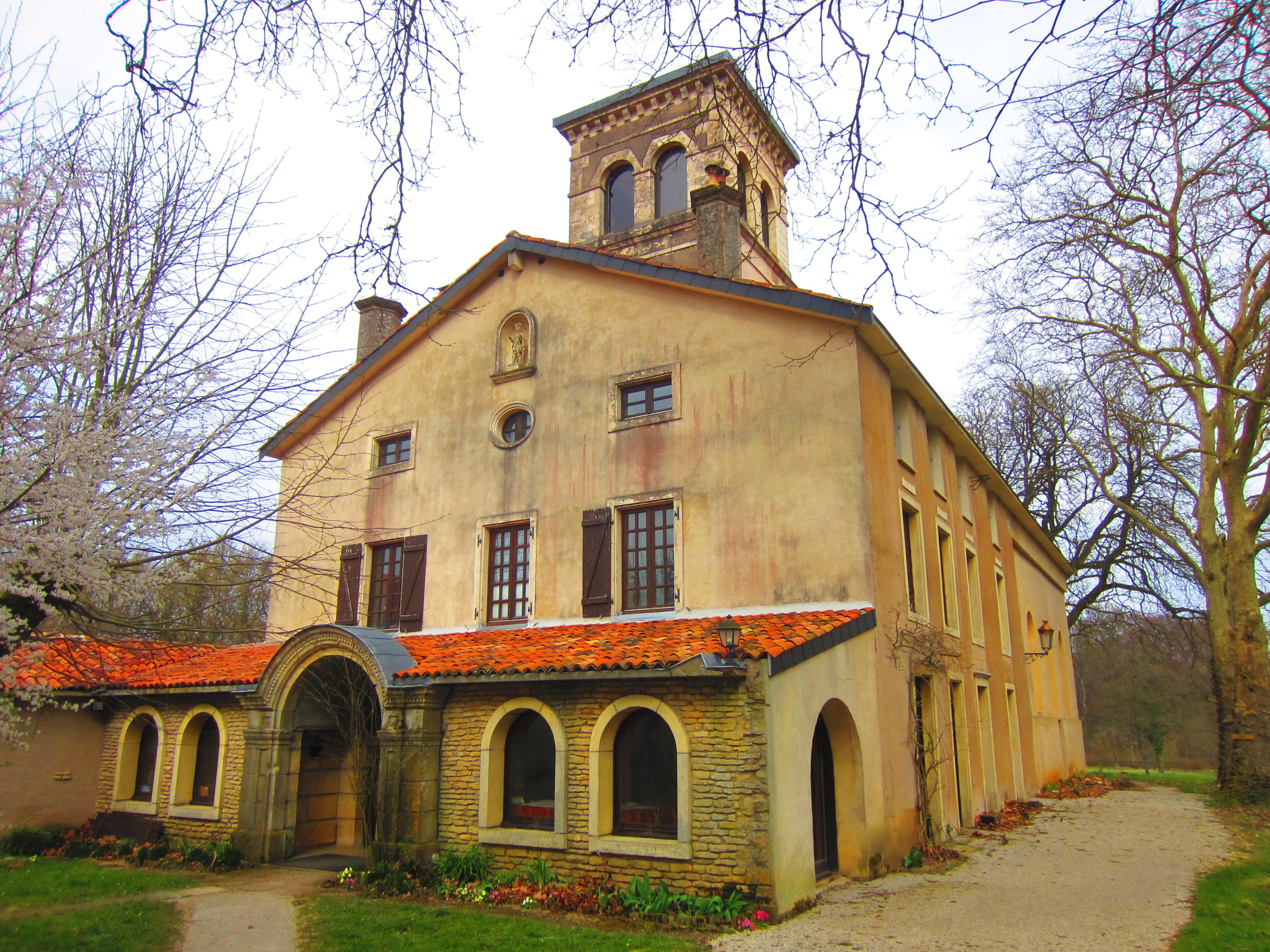
Приорий Сен-Тьебол.
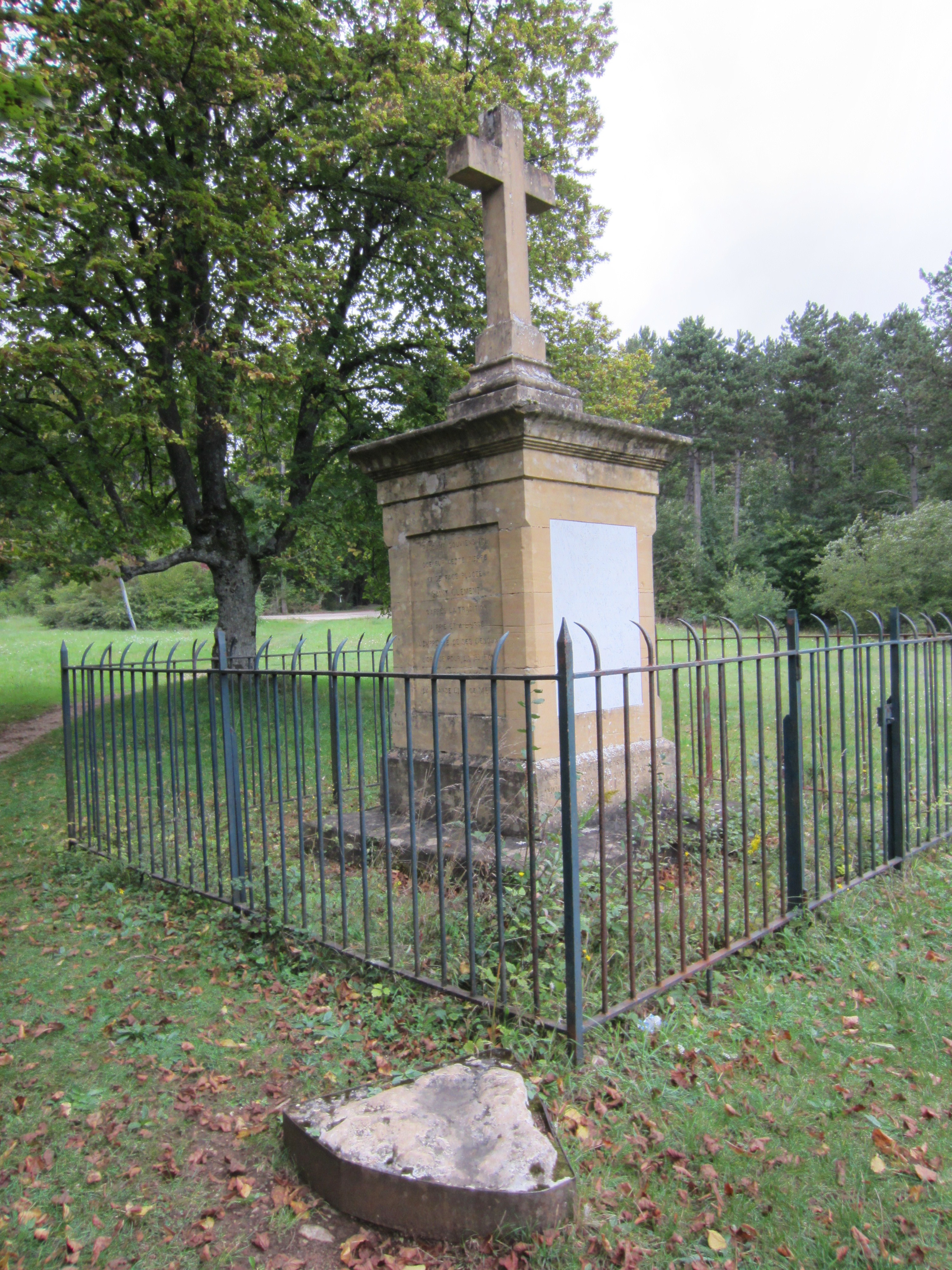
Крест Сен-Клеман.